# Mangora corcovado
Mangora corcovado är en spindelart som beskrevs av Levi 2005. Mangora corcovado ingår i släktet Mangora och familjen hjulspindlar.
Artens utbredningsområde är Costa Rica. Inga underarter finns listade i Catalogue of Life.